# Melchior Palyi
Melchior Palyi (geboren 14. März 1892 in Budapest, Österreich-Ungarn; gestorben 28. Juli 1970 in Chicago) war ein deutsch-amerikanischer Wirtschaftswissenschaftler.

## Leben und Wirken
Palyi war ein Sohn des Journalisten Eduard (Ede) Pályi (1865–1930). Sein Vater war Gründer der Zeitung „Magyar Szó“ und Chefredakteur der Zeitung „Budapesti Napló“.
Palyi besuchte ein evangelisches Gymnasium in Budapest und bestand dort 1909 die Abiturprüfung. Er absolvierte ein Studium an der Budapester Universität, einer Handelshochschule und der Universität München, hörte Jura, Privat- und Volkswirtschaftslehre und wurde 1915 promoviert. Zu seiner 1916 erschienenen Promotionsschrift über „Die romantische Geldtheorie“ hatte ihn Moritz Julius Bonn angeregt. Palyi arbeitete anschließend für kurze Zeit für den österreichisch-ungarischen Staat und übernahm von 1918 bis 1922 einen Lehrauftrag der Handelshochschule München.
Von 1920 bis 1922 beteiligte sich Palyi an Editionen des Nachlasses von Max Weber. 1923 gab er das zweibändige Werk Hauptprobleme der Soziologie-Erinnerungsgabe für Max Weber, heraus.
In dieser Aufsatzsammlung veröffentlichten Gerhard von Schulze-Gaevernitz, Werner Sombart, Franz Eulenburg, Hermann Kantorowicz, Friedrich von Gottl-Ottlilienfeld, Hans W. Gruhle, Ludo M. Hartmann, Eberhard Gotheim, Ferdinand Tönnies, Rich. Thurnwald, Leo Jordan, Karl Vossler, Carl Schmitt, Rich. Thoma, Carl Brinkmann, Karl Löwenstein, Carl Landauer, Emil Lederer, Paul Honigsheim, Arthur von Rosthorn, Paul Mombert, Werner Wittich, Walther Lotz, Heinrich Sieveking Beiträge. Palyi schrieb darin über „Das Wesen der Inflation“.
Palyi forschte insbesondere über aktuelle Fragestellungen von Zahlungsbilanzen und Währungen und dem deutschen Bankwesen nach dem Ersten Weltkrieg. Auf eine Habilitation 1921 an der Universität Göttingen folgte ein Jahr darauf eine Umhabilitation der Handelshochschule Berlin. Anschließend unterrichtete er für einige Zeit in Kiel und als Gastprofessor an Universitäten in England und den USA. Die Handelshochschule Berlin ernannte ihn 1929 zum außerordentlichen Professor.
Er hatte während dieser Zeit zahlreiche Kontakte in der Wirtschaft und in die Wirtschaftspolitik. Von 1928 bis 1933 saß er in einem Wissenschaftlichen Beirat der Deutschen Bank. Er war Direktor des 1931 gegründeten Berliner Instituts für Währungsforschung und rechtfertigte als Publizist während der Weltwirtschaftskrise das politische Vorgehen der Reichsbank und setzte sich für den Fortbestand des Goldstandards ein.
Als gebürtiger Jude, der liberale Ansichten vertrat, wanderte Palyi 1933 über England in die USA aus und nahm die dortige Staatsbürgerschaft an. Er lehrte an mehreren Universitäten und übernahm Forschungsprojekte, darunter zur möglichen Ordnung von Kreditmärkten. Von 1937 bis 1940 arbeitete er als Partner in einem Handelsgeschäft und war danach als selbständiger Unternehmensberater und Publizist tätig. Nach 1945 beschäftigte er sich äußerst kritisch mit dem Fortgang der Währungsordnungen. Er wies dabei immer wieder auf die Gefahren hin, die von inflationären Bestrebungen ausgingen und vor einer Beschränkung individueller Freiheiten durch den modernen Staat. Er schrieb Artikel für Zeitungen und mehrere Bücher und sprach sich dabei für einen weltweiten Goldstandard aus.

## Veröffentlichungen (Auswahl)
- Der Streit um die staatliche Theorie des Geldes. Duncker & Humblot, München 1922.

- (Hrsg.): Handwörterbuch des Bankwesens. Springer, Berlin 1933.

- Das Dollar-Dilemma. Licht und Schatten der Amerikahilfe. Isar Verlag, München 1955.

- Managed money at the crossroads. The European experience. University of Notre Dame Press, Notre Dame, Ind. 1958.

- Währungen am Scheideweg. Knapp, Frankfurt/M. 1960.

- Die Inflation in Amerika. Knapp, Frankfurt/M. 1962.

- The twilight of gold 1914-1936. Myths and realities. Regnery, Chicago 1972.